# Pera arborea
Pera arborea là một loài thực vật có hoa trong họ Peraceae. Loài này được Mutis mô tả khoa học đầu tiên năm 1784.